# Licania costaricensis
Licania costaricensis är en tvåhjärtbladig växtart som beskrevs av Paul Carpenter Standley och Julian Alfred Steyermark. Licania costaricensis ingår i släktet Licania och familjen Chrysobalanaceae. Inga underarter finns listade i Catalogue of Life.